# Disney's Hotel New York
Disney's Hotel New York is een hotel in Disneyland Paris, ontworpen door de postmoderne architect Michael Graves. De architect heeft geprobeerd de art deco uit de 20e eeuw in New York naar voren te laten komen. Het exterieur van het hotel is een modieuze skyline met een wolkenkrabber. Er zijn verscheidene verbanden met de staat New York tijdens de jaren 30, zoals het Manhattan Restaurant, dat gebaseerd is op Manhattan's Cotton Club, het kunstwerk van de New York World's Fair in 1939 of het op het Rockefeller Center gebaseerde Rockefeller Plaza, een plein met een ijsbaan in de winter en in de zomer een fontein met de kaart van Manhattan.
Het hotel is geopend in april 1992, tegelijk met Disneyland Paris zelf. Het hotel heropende in juni 2021 als Disney's Hotel New York - The Art of Marvel.

## Thema
Dit deluxe hotel biedt een ontspannen en rustige sfeer met de art-deco-stijl uit de jaren 1930 doch een stedelijke en hedendaagse uitstraling.

## Hotel New York - The Art of Marvel
Van 7 januari 2019 tot de zomer van 2021 was het hotel tijdelijk gesloten. Het hotel werd verbouwd en kreeg een nieuwe uitstraling. In het hotel en de kamers hangen meer dan 350 moderne en hedendaagse kunstwerken van bijvoorbeeld Iron Man, Spider Man of The Avengers.

## Kamers
In het hotel zijn 561 weelderige en ruime kamers waaronder 25 suites. De standaardkamers zijn 31 m² groot. De familiekamers zijn 51 m². De suites zijn van 51 m² tot 160 m².

### Kamertypes
- Superior kamer: 137 kamers
- Superior kamer met tuinterras: 53 kamers
- Superior kamer met tuinzicht: 276 kamers
- Superior familiekamer: 5 kamers
- Empire State Club kamer: 65 kamers zijn gelegen in de Empire State Club incl:
- Empire State Club kamer met zicht op Lake Disney.

### Suites
Voorheen beschikte Disney's Hotel New York over volgende suites:
- Honeymoon Suite of bruidssuite is geschikt voor 4 personen en is 62 m² in art-decostijl.
- Resort Suite: deze slaapkamersuite is geschikt voor 4 personen, is 57 m² in art-decosfeer en beschikt over een luxe badkamer.
- Empire State Club Suite: deze suite is geschikt voor 4 personen, kan tevens aan Lake Disney-zijde geboekt worden en is 56 m²
- Roosevelt Suite en Vanderbilt Suite zijn beiden presidentiële suites en beschikken over een uitzicht over Lake Disney. Ze zijn geschikt voor 4 personen en zijn 166 m² in duplex. De suites bestaan uit een slaapkamer met kingsize bed, een woonkamer met vleugelpiano, een badkamer met jacuzzi, een keuken en een eetkamer met zitplaatsen voor 10 personen.

Na de heropening als Disney's Hotel New York - The Art of Marvel beschikt het hotel over volgende suites:
- Superhelden Suite is geschikt voor 4 personen en het enige suitetype dat geen uitzicht biedt over Lake Disney. De standaard Superhelden Suite is 51 m². Er zijn ook superhelden suites met aparte slaapkamer van 55 tot 59 m².
- Spider-Man Suite: een Spiderman-gethematiseerde suite geschikt voor 4 of 5 personen. De suite voor 4 gasten is 60 m² en bevindt zich aan de zijde van Disney Village. De suites voor 5 personen zijn 62 m² met 1 vouwbed of 75 m² met 2 vouwbedden. De suites voor 5 personen bevinden zich aan de zijde van Lake Disney.
- Avengers Suite: een naar de Avengers gethematiseerde suite die met 52 m² in oppervlakte kleiner is dan de Spider-Man Suite maar wel geschikt is voor 6 personen. Deze suites bevinden zich aan de tuin- of Lake Disney zijde.
- The Art of Marvel Presidential Suite: duplex suite van 160 m² geschikt voor 5 personen, met uitzicht over Lake Disney en met een vleugelpiano in de woonkamer.

## Empire State Club
Als alternatief voor de Castle Club in het Disneyland Hotel biedt Hotel New York 65 kamers en 25 suites in de Empire State Club gelegen op de bovenste verdiepingen.
De gasten van de Empire State Club beschikken over een privé-receptie en toegang tot de Empire State Lounge waar de hele dag door drankjes genuttigd kunnen worden en waar tijdens theetijd snacks geserveerd worden. Valet service is inbegrepen voor gasten van de Empire State Club. 
In het verleden kregen Empire State Club gasten een VIP Fastpass. Sinds 2016 was de VIP Fastpass voorbehouden voor suites en kregen de overige Empire State Club gasten een Disney Hotel Fastpass. In 2020 werd het Fastpass programma stopgezet.
Sommige suites van de Empire State Club bieden een uitzicht over Lake Disney.

## Restaurants en bar
- Manhattan Restaurant is een Italiaans tafelservicerestaurant voor het diner (150 plaatsen).
- Downtown Restaurant ( buffetrestaurant )
- Skyline Bar: geïnspireerd op de penthouse van Tony Stark, met een uitzicht op de skyline van New York.
- Bleecker street Lounge: geïnspireerd op Doctor Strange. Met uitzicht op Lake Disney.

## Overige activiteiten
- Hero Training Zone: basketveld met Marvel thema, fitnessveld en yogazone.
- New York Boutique - Disney Shop
- Super Hero Station ( plaats waar je foto's neemt in Marvel thema en waar ook Marvel personage aanwezig is dagelijks)
- Marvel design studio ( plaats waar je 'leert' tekenen in de Marvel stijl)
- Metro Pool en Metro Health Club: verwarmd binnen- en buitenzwembad, bubbelbad, sauna en fitnessruimte.
- Jack Kirby Legacy Gallery - kunstcollectie.